# 文微蟹蛛
文微蟹蛛（学名：Lysiteles wenensis）为蟹蛛科微蟹蛛属的动物。在中国大陆，分布于甘肃、陕西等地。该物种的模式产地在甘肃。